# Takayoshi Toda
Takayoshi Toda (født 8. december 1979) er en tidligere japansk fodboldspiller.
Han har spillet for flere forskellige klubber i sin karriere, herunder Shonan Bellmare og Gainare Tottori.